# Juan Nazareno
Juan Enrique Nazareno Izquierdo (San Lorenzo, Ecuador; 18 de agosto de 1998) es un futbolista ecuatoriano. Juega de centrocampista y su equipo actual es Delfín Sporting Club de la Serie A de Ecuador.

## Trayectoria
Realizó las inferiores en Panamá y Norte América.
En el 2016 llega a Independiente del Valle, el equipo rayado lo cede a Espoli, Juventus y Alianza Cotopaxi que luego pasaría a llamarse Independiente Juniors.
En el 2020 es cedido al 9 de Octubre.

## Selección nacional

### Categorías inferiores
Fue internacional con selección de fútbol de Ecuador sub-17 y sub-20.

#### Participaciones en Sudamericanos
| Campeonato                  | Sede     | Resultado    | Partidos | Goles |
| --------------------------- | -------- | ------------ | -------- | ----- |
| Sudamericano Sub-17 de 2015 | Paraguay | Tercer lugar | 6        | 0     |
| Sudamericano Sub-20 de 2017 | Ecuador  | Subcampeón   | 6        | 0     |

#### Participaciones en Copas del Mundo
| Campeonato                  | Sede          | Resultado        | Partidos | Goles |
| --------------------------- | ------------- | ---------------- | -------- | ----- |
| Copa Mundial Sub-17 de 2015 | Chile         | Cuartos de final | 5        | 1     |
| Copa Mundial Sub-20 de 2017 | Corea del Sur | Fase de grupos   | 2        | 0     |

## Estadísticas

### Clubes
Actualizado al último partido disputado el 4 de agosto de 2025.
| Club                            | Div.          | Temporada     | Liga  | Liga  | Copas nacionales | Copas nacionales | Copas internacionales | Copas internacionales | Total | Total |
| Club                            | Div.          | Temporada     | Part. | Goles | Part.            | Goles            | Part.                 | Goles                 | Part. | Goles |
| ------------------------------- | ------------- | ------------- | ----- | ----- | ---------------- | ---------------- | --------------------- | --------------------- | ----- | ----- |
| Espoli · Ecuador                | 2.ª           | 2016          | 15    | 0     | —                | —                | —                     | —                     | 15    | 0     |
| Espoli · Ecuador                | Total club    | Total club    | 15    | 0     | 0                | 0                | 0                     | 0                     | 15    | 0     |
| Juventus · Ecuador              | 3.ª           | 2017          | 21    | 2     | —                | —                | —                     | —                     | 21    | 2     |
| Juventus · Ecuador              | Total club    | Total club    | 21    | 2     | 0                | 0                | 0                     | 0                     | 21    | 2     |
| Alianza Cotopaxi · Ecuador      | 3.ª           | 2018          | 27    | 1     | —                | —                | —                     | —                     | 27    | 1     |
| Alianza Cotopaxi · Ecuador      | Total club    | Total club    | 27    | 1     | 0                | 0                | 0                     | 0                     | 27    | 1     |
| Independiente Juniors · Ecuador | 2.ª           | 2019          | 35    | 0     | 6                | 0                | —                     | —                     | 41    | 0     |
| Independiente Juniors · Ecuador | Total club    | Total club    | 35    | 0     | 6                | 0                | 0                     | 0                     | 41    | 0     |
| 9 de Octubre F. C. · Ecuador    | 2.ª           | 2020          | 12    | 0     | —                | —                | —                     | —                     | 12    | 0     |
| 9 de Octubre F. C. · Ecuador    | Total club    | Total club    | 12    | 0     | 0                | 0                | 0                     | 0                     | 12    | 0     |
| Mushuc Runa · Ecuador           | 1.ª           | 2021          | 5     | 0     | —                | —                | —                     | —                     | 5     | 0     |
| Mushuc Runa · Ecuador           | 1.ª           | 2022          | 10    | 0     | 4                | 0                | 0                     | 0                     | 14    | 0     |
| Mushuc Runa · Ecuador           | 1.ª           | 2023          | 6     | 0     | 0                | 0                | —                     | —                     | 6     | 0     |
| Mushuc Runa · Ecuador           | Total club    | Total club    | 21    | 0     | 4                | 0                | 0                     | 0                     | 25    | 0     |
| C. S. Patria · Ecuador          | 3.ª           | 2024          | 4     | 0     | —                | —                | —                     | —                     | 4     | 0     |
| C. S. Patria · Ecuador          | Total club    | Total club    | 4     | 0     | 0                | 0                | 0                     | 0                     | 4     | 0     |
| Delfín S. C. · Ecuador          | 1.ª           | 2024          | 11    | 0     | 1                | 0                | —                     | —                     | 12    | 0     |
| Delfín S. C. · Ecuador          | 1.ª           | 2025          | 6     | 0     | 1                | 0                | —                     | —                     | 7     | 0     |
| Delfín S. C. · Ecuador          | Total club    | Total club    | 17    | 0     | 2                | 0                | 0                     | 0                     | 19    | 0     |
| Total carrera                   | Total carrera | Total carrera | 152   | 3     | 12               | 0                | 0                     | 0                     | 164   | 3     |
| 1.                              |               |               |       |       |                  |                  |                       |                       |       |       |

## Palmarés

### Campeonatos nacionales
| Título                       | Club               | Año  |
| ---------------------------- | ------------------ | ---- |
| Segunda Categoría de Ecuador | Alianza Cotopaxi   | 2018 |
| Serie B de Ecuador           | 9 de Octubre F. C. | 2020 |

### Campeonatos provinciales
| Título                          | Club             | Año  |
| ------------------------------- | ---------------- | ---- |
| Segunda Categoría de Esmeraldas | Juventus         | 2017 |
| Segunda Categoría de Cotopaxi   | Alianza Cotopaxi | 2018 |